# بورکهارت هالبرشتاتی

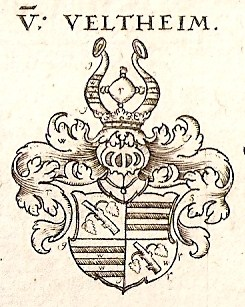
تصویر نشان بورکهارت هالبرشتاتی

بورکهارت هالبرشتاتی اسقفی اهل آلمان امروزی بود که در سال ۱۰۶۸ میلادی قبیله اسلاو، ولت، را در شمال آلمان امروزی شکست داد. ولت‌ها قومی کافرکیش و غیرمسیحی بودند که به اساطیر اسلاوی اعتقاد داشتند. در پایتخت ایشان، رترا یا رادوگست، برای خدای خورشید به نام رادوگوست (که با نام سواروزیتس نیز شناخته می‌شود) پرستشگاهی چوبی ساخته بودند که پایه‌هایی از شاخ حیوانات داشت و بر روی دیواره‌های خارجی آن نقش و نگارهای خدایان قرار داشت. همچنین اصطبلی برای این پرستشگاه وجود داشت که بورکهارت هالبرشتاتی پس از فتح رترا، بر روی این اسب سوار شد.